# 王鑑
王鑑（おうかん、왕감、? - 1310年）は、第26代高麗王・忠宣王の長男。母親は、モンゴル人の也速真。「広陵君」に封じられていたが、後に世子となる。